# اتفاقية الحدود البولندية السوفييتية آب 1945

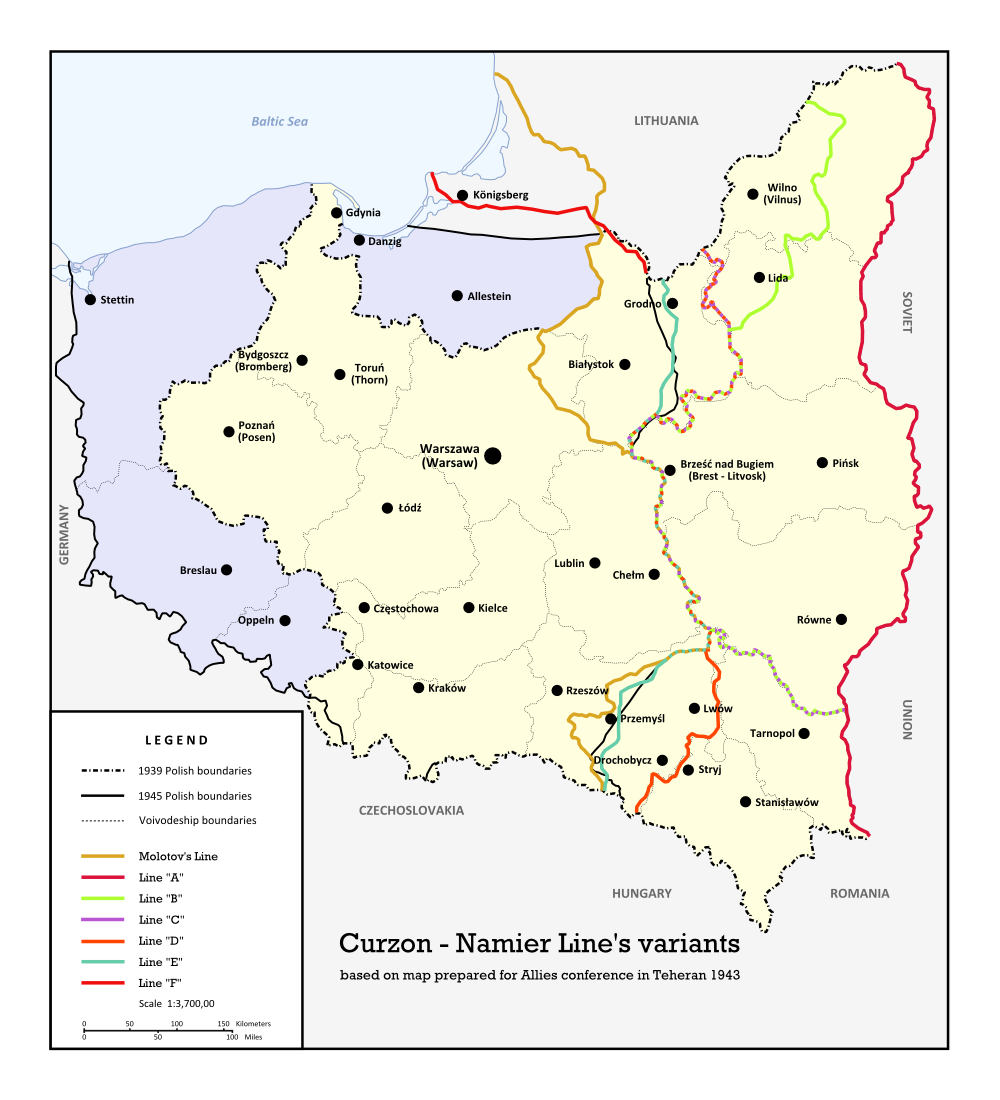
صورة توضح رسم الحدود البولندية و الإتحاد السوفييتي في إتفاقية الحدود البولندية السوفييتية آب ١٩٤٥

رسمت اتفاقية الحدود بين بولندا والاتحاد السوفييتي الموقعة في 16 آب 1945 الحدود بين جمهورية بولندا واتحاد الجمهوريات الاشتراكية السوفييتية. وقعت الاتفاقية من قبل حكومة الوحدة الوطنية المؤقتة التي أسسها الشيوعيون البولنديون. وفقًا للاتفاقية، قبلت بولندا رسميًا بضم الاتحاد السوفييتي لأراض بولندية (كريسي)، وهو أمر كان قد قُرر مسبقًا في مؤتمر يالطا. أعيدت إلى بولندا بعض الأراضي الواقعة على طول خط كروزون، الذي أنشأه ستالين خلال الحرب. اعترفت المعاهدة أيضًا بتقسيم بروسيا الشرقية الألمانية السابقة ووافقت في النهاية على التعيين الحدودي النهائي بين الاتحاد السوفييتي وبولندا: من بحر البلطيق إلى نقطة الحدود الثلاثية مع تشيكوسلوفاكيا في الكاربات. دخلت الاتفاقية حيز التنفيذ في 5 فبراير 1946.

## مقدمة
قبل الحرب العالمية الثانية، ضمن الإمبراطورية الروسية كانت الأراضي البولندية تدار من قبل فيستولا لاند، التي كانت حدودها الشرقية تعكس تقريبًا الحدود الإثنية بين البولنديين في الغرب، والأوكرانيون والبيلاروس (الذين كان يشار إليهما آنذاك بروسيا الصغرى والروس البيض على التوالي) في الشرق. في مملكة غاليسيا ولودوميريا لم تكن هناك حدود إدارية تميز الحدود الإثنية بين البولنديين والأوكرانيين الغاليسيين (الروذينيين).
خلال الحرب العالمية الأولى والحرب الأهلية الروسية والحرب السوفييتية البولندية والحرب البولندية الأوكرانية، تناقلت الأيادي ذلك الإقليم مرات عديدة، وحاولت كل من القوى المسيطرة إنشاء إدارتها الخاصة في الإقليم. خلال النزاع، حاول المجلس الأعلى للحرب التدخل وإقامة حدود مقبولة بين جمهورية بولندا الثانية وروسيا البلشفية، وكانت أبرز النتائج الحدود التي طرحها وزير الخارجية البريطاني جورج كرزون، الذي سُمي الخط المقترح على اسمه. اتبع الخط بصورة رئيسية حدود القرن التاسع عشر بين أرض فيستولا، إلا أنه امتد أيضًا نحو الجنوب وقسم غاليسيا على امتداد الحدود العرقية الخام بين البولنديين والأوكرانيين.
على الرغم من قبول الحكومة البلشفية، تجاهلت بولندا الخط، وبعد نهاية الحرب السوفييتية البولندية، اعترفت روسيا البلشفية في معاهدة ريغا بحدود جديدة تمتد على نحو 250 كم شرق خط كرزون.

## تقسيمات الحرب العالمية الثانية
نص ميثاق الاتفاق الألماني السوفييتي في أغسطس 1939 على تقسيم الجمهورية البولندية الثانية بين اتحاد الجمهوريات الاشتراكية السوفييتية وألمانيا النازية. في أعقاب الغزوات المقابلة، رُسمت حدود جديدة انحرفت غربًا في عدة مناطق، على الرغم من أنها استندت إلى خط كرزون. وكان أبرزها بيلاستوك فوبلاست التي أضيفت إلى جمهورية بيلاروسيا الاشتراكية السوفييتية، بالرغم من أن معظم الإقليم كان مأهولًا من قبل البولنديين. بعد غزو ألمانيا للاتحاد السوفييتي، أعاد النازيون تقسيم المنطقة المعنية. كانت أوكرانيا وبيلاورسيا تداران من قبل الإدارة العسكرية في أوكرانيا ومفوضية الرايخ أوستلاند. تحولت الأراضي الغاليسية الواقعة شرق حدود عام 1939 وبيلاستوك فوبلاست إضافة إلى الأراضي المجاورة شرقًا إلى مقاطعة غاليسيا ومقاطعة بيلاستوك على التوالي، وخضعتا مباشرة للرايخ.
بعد تحرير الاتحاد السوفييتي لأوكرانيا وبيلاروسيا، ناقش مؤتمرا طهران ويالطا في عام 1943\1944 مستقبل الحدود البولندية السوفييتية، واعترفت قادة الحلفاء بالحق السوفييتي في الأراضي الواقعة شرق حدود عام 1939. وعلى الرغم من ذلك، وبعد تحرير غرب أوكرانيا وبيلاروسيا صيف عام 1944، أرسلت لجنة بولندية تشكلت في بلدة سابوتسكين رسالة إلى موسكو تطلب فيها أن يبقوا جزءًا من بولندا. وافق ستالين، وفي 29 سبتمبر، نُقلت إدارة 17 مقاطعة (من أصل 23 مقاطعة) تابعة لبيلاستوك فوبلاست (من بينها مدينة بيلاستوك) وثلاث مقاطعات إضافية (سيمياتيسز وهاينوكا وكليسزل) تابعة لبريست فوبلاست إلى اللجنة البولندية للتحرر الوطني من جمهورية بيلاروسيا الاشتراكية السوفييتية.